# Air Illinois
Air Illinois (IATA: UX) fue una aerolínea regional de los Estados Unidos con base en Carbondale, Illinois, fundada en 1970. La aerolínea fue dejada en tierra en diciembre de 1983 tras el accidente del vuelo 710. Al año siguiente se declaró en bancarrota y cesó todas sus operaciones.

## Historia
Fundada en 1970 en Carbondale, Illinois, Air Illinois operaba principalmente pequeños aviones turbohélice bimotor como el de Havilland Canada DHC-6 Twin Otter. En 1978, la compañía adquirió dos Hawker Siddeley HS 748 turbohélice de 44 asientos (matrículas N748LL y N749LL), que se usaron principalmente para conectar Springfield, Illinois con el Meigs Field de Chicago. El HS 748 fue el avión más grande que utilizó este aeropuerto costero de forma regular. Sin duda, la aeronave más utilizada por la compañía fue el Twin Otter, un avión de dieciocho pasajeros conocido por su capacidad de despegue y aterrizaje en pistas cortas (STOL) que fue el verdadero caballo de batalla de la aerolínea. El código de la compañía era UX, aunque la Guía oficial de aerolíneas (OAG) indica que Air Illinois también utilizó el código QX para su operación intrastatal entre Chicago Meigs Field y la capital del estado, Springfield.
En diciembre de 1977, Air Illinois compró la pequeña flota Handley Page Jetstream de South Central Air Transport (SCAT). SCAT tenía base en Natchez, Mississippi y fue fundada por Andrew Peabody en 1971 para reemplazar los vuelos en Martin 4-0-4 de Southern Airways entre Natchez, Jackson y Nueva Orleans. En 1976, SCAT volaba entre Nueva Orleans y Jackson, Nueva Orleans y Gulfport-Biloxi, así como en una ruta desde Nueva Orleans a Birmingham, Alabama con escalas en Fort Walton Beach, Florida, Panama City, Florida, Montgomery, Alabama y Mobile, Alabama. SCAT operaba tres Handley Page HP.137 MK1 Jetstream de 18 pasajeros y dos HP.137 modificados con motores Frakes Pratt & Whitney PT-6 (matrículas N11DN y N7RJ). La aerolínea intentó convertirse en reemplazo de Southern, pero enfrentó dificultades al competir con los DC-9 de Southern en el mercado de Nueva Orleans. SCAT cesó operaciones aéreas en el verano de 1977.
En julio de 1982, la compañía arrendó dos British Aircraft Corporation BAC One-Eleven (matrículas N1542 y N1547), aviones jet bimotores de 74 pasajeros provenientes de USAir, que se utilizaron principalmente en rutas programadas desde Springfield, Illinois, San Luis, Evansville, Indiana, y Waterloo y Cedar Rapids, Iowa a Chicago O'Hare. Además, la compañía firmó acuerdos con el gobierno federal y con un casino con sede en Atlantic City para operar vuelos chárter.

## Accidentes e incidentes

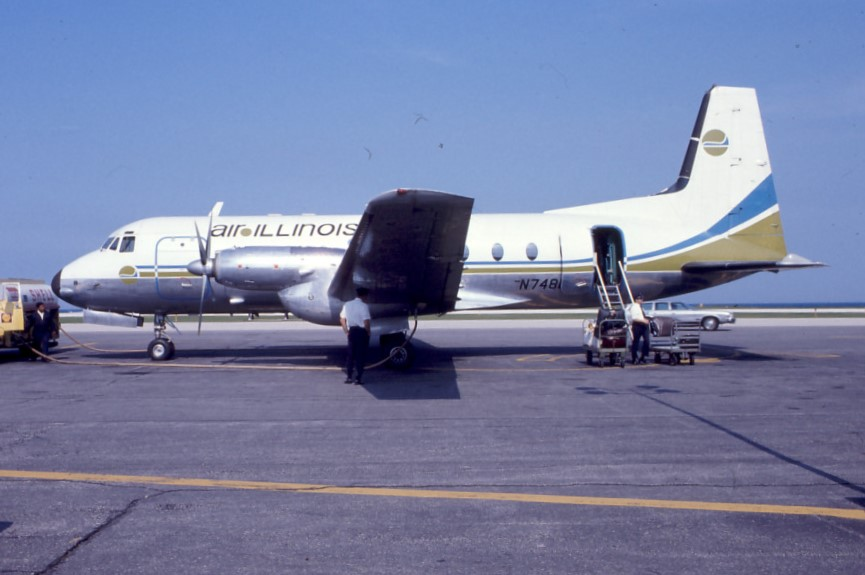
N748LL, la aeronave involucrada en el accidente, con una decoración anterior

En octubre de 1983, el vuelo 710 de Air Illinois, que volaba entre Chicago, Illinois y Carbondale, Illinois vía Springfield, Illinois, se estrelló en mal tiempo cerca de Pinckneyville, Illinois. Tres miembros de la tripulación y siete pasajeros perdieron la vida.
Semanas después del accidente, la Administración Federal de Aviación suspendió las operaciones de la compañía y comenzó audiencias oficiales sobre el accidente. La causa se determinó como error del piloto después de que los generadores del avión fallaran dos minutos después del despegue y la tripulación decidiera continuar hacia su destino, estrellándose en un campo cuando la aeronave perdió toda la energía eléctrica.
Después de esto, la compañía perdió un millón de dólares. Se tomaron medidas para cumplir con los estándares federales de seguridad. La mayoría de los empleados de la compañía fueron suspendidos y, tras una extensa reescritura del manual de operaciones, la FAA otorgó un certificado de operación para vuelos bajo la Parte 121 de FAR, que incluía servicio a jet con sus BAC One-Eleven. El certificado de operación para la parte más lucrativa de sus operaciones originales, bajo las reglas de la Parte 135 de FAR, se retrasó. Este hecho, junto con una considerable disminución de pasajeros, llevó a los directivos a cesar las operaciones y presentar solicitud de bancarrota bajo el Capítulo 11 en abril de 1984. Mientras tanto, la aerolínea regional Air Midwest abandonó sus planes de adquirir Air Illinois.

## Ciudades servidas
Air Illinois sirvió a los siguientes destinos durante su existencia; sin embargo, no todos estos destinos fueron servidos al mismo tiempo. Aquellos destinos en negrita recibieron servicio jet con BAC One-Eleven.
- Alton, Illinois
- Bloomington, Indiana
- Burlington, Iowa
- Cape Girardeau, Missouri
- Carbondale, Illinois - sede de la aerolínea
- Cedar Rapids, Iowa
- Centralia, Illinois
- Champaign-Urbana, Illinois
- Chicago, Illinois - Meigs Field (CGX) y Aeropuerto O'Hare (ORD)
- Columbia, Missouri
- Columbus, Nebraska
- Decatur, Illinois
- Evansville, Indiana
- Jacksonville, Illinois
- Jefferson City, Missouri
- Jonesboro, Arkansas
- Lake of the Ozarks, Missouri
- Lincoln, Nebraska
- Memphis, Tennessee
- Mount Vernon, Illinois
- Nashville, Tennessee
- Natchez, Mississippi
- Paducah, Kentucky
- Peoria, Illinois
- Quincy, Illinois
- Springfield, Illinois
- San Luis, Missouri
- Waterloo, Iowa

## Flota
Air Illinois fue única en el sentido de que durante la mayor parte de su existencia no operó ninguna aeronave fabricada en los Estados Unidos. La mayoría de sus aviones fueron construidos en el Reino Unido o Canadá. Las excepciones fueron dos Beechcraft 99 arrendados en 1980, N949K y N1924T.
- 2 – Beechcraft 99
- 4 – British Aircraft Corporation BAC One-Eleven (único tipo de avión jet operado por la aerolínea)
- 6 – de Havilland Canada DHC-6 Twin Otter, un antiguo Twin Otter de Air Illinois sufrió un accidente
- 7 – Handley Page HP.137 Jetstream
- 2 – Hawker Siddeley HS 748